# Automated Transfer Vehicle

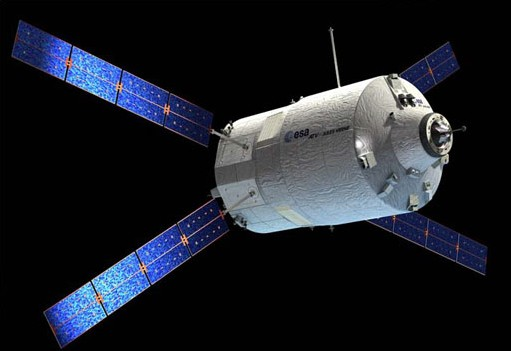
Automated Transfer Vehicle na kresbě ESA

Automated Transfer Vehicle nebo také ATV (anglicky automatický transportní prostředek) byla autonomní kosmická loď postavená a provozovaná Evropskou kosmickou agenturou určená k zásobování vesmírné stanice ISS.

## Vývoj ATV
Ačkoliv poslední ministerská konference v prosinci 2005 v Berlíně neschválila žádný program dalšího vývoje ATV, podobné studie existují a ESA se k nim může vrátit. V roce 2008 měli zástupci členských zemí rozhodnout na další čtyřleté období o projektech a výdajích souvisejících s ISS. Bylo uvažováno dalšímu využití ATV jako:
- LCR (Large Cargo Return – prostředek pro návrat velkých nákladů)
- CTV (Crew Transport Vehicle – pilotovaný transportní prostředek)

Namísto CTV zadala ESA v červnu 2006 dvouletou studii na vývoj ACTS ve spolupráci s Ruskem, která by měla využít zkušenosti a znalosti z konstrukce ATV při vývoji pilotované kosmické lodi.

## Seznam vypuštěných ATV

### ATV-1 Jules Verne

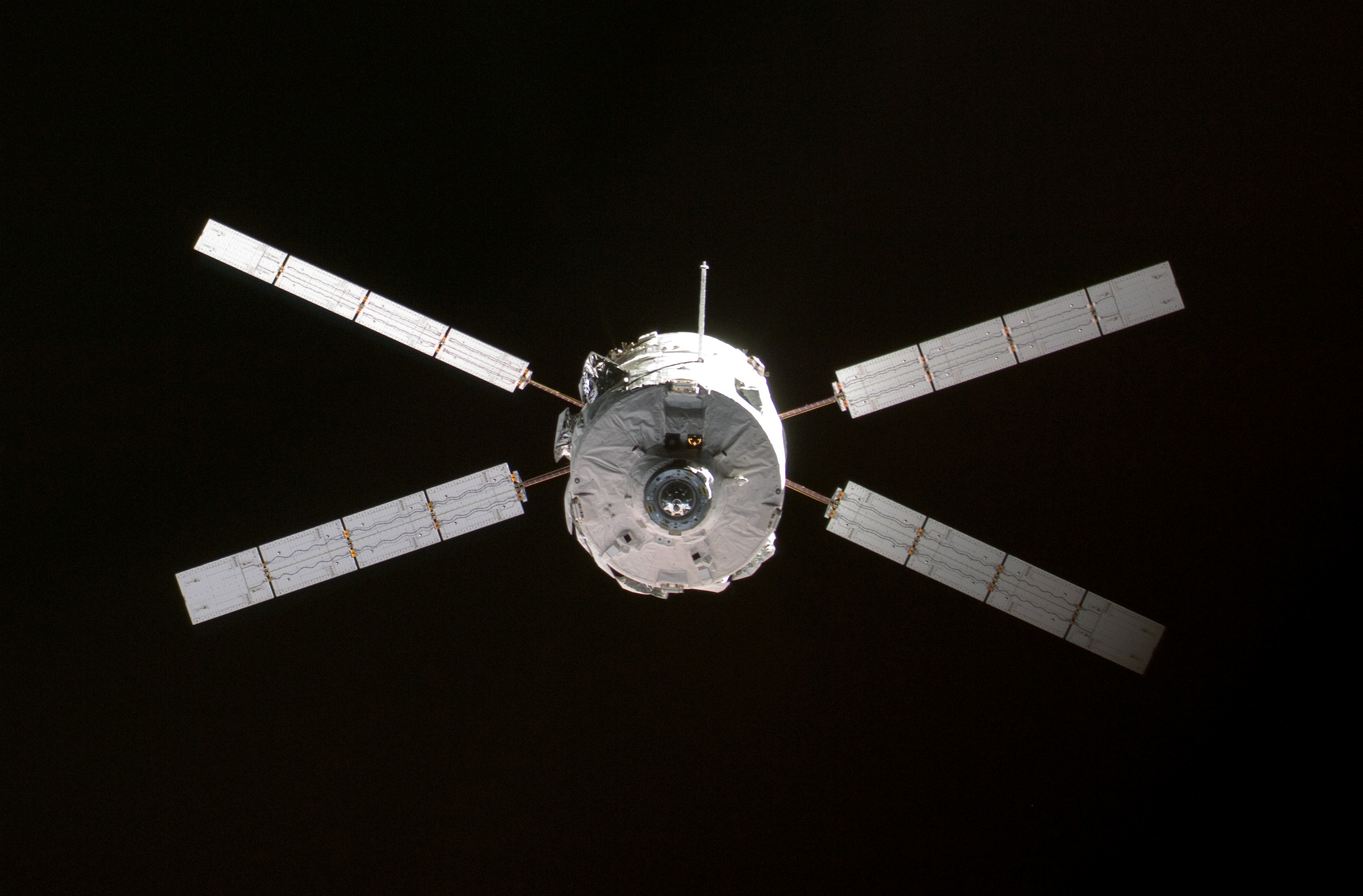
ATV-1 Jules Verne během dokovacího manévru u ISS

První start ATV se uskutečnil 9. března 2008. Transportní loď ATV-1 byla pojmenována Jules Verne na počest slavného francouzského spisovatele science fiction.
Loď byla dopravena na orbitu do výšky 300 km pomocí nosné rakety Ariane 5 startující z Guyanského kosmického střediska poblíž Kourou ve Francouzské Guyaně. Po oddělení ATV od rakety Ariane se zaktivoval navigační systém a raketové motory ATV nasměřovaly modul na přechodnou oběžnou dráhu k Mezinárodní vesmírné stanici, se kterou se spojil 3. dubna 2008.
Během přibližovacího manévru k ISS byla ATV v poloze zhruba 30 km za ISS a 5 km pod stanicí. V této chvíli zahájil palubní počítač ATV závěrečný manévr. Přistání u ISS bylo zcela automatické. Pokud by došlo k problémům, mohl být aktivován zcela nezávislý antikolizní systém.
Po přistání ATV u stanice posádka ISS přestěhovala náklad a přečerpala dovezenou vodu a okysličovadlo do zásobníků stanice, dovezený vzduch vypustila přímo do atmosféry ISS. Po následujících pět měsíců sloužila ATV jako skladiště nepotřebného odpadu. Celkově čtyřikrát zvýšila ATV pomocí svých raketových motorů oběžnou dráhu stanice, jejíž výška se vlivem tření o řídkou atmosféru snižuje zhruba o 100 m denně.
5. září 2008 se modul ATV vyplněný přibližně tunou odpadu oddělil od ISS. Pomocí raketových motorů snížil svou oběžnou dráhu a 29. září 2008 byl naveden nad jižní část Tichého oceánu, kde řízeně shořel v atmosféře nad Tahiti.

### ATV-2 Johannes Kepler
Druhá bezpilotní zásobovací loď ATV nese jméno slavného německého astronoma a matematika Johanna Keplera. Start se uskutečnil 16. února 2011 z Guyanského kosmického centra pomocí nosné rakety Ariane 5 ES, vzletová hmotnost byla 20 050 kg. Loď byla navedena na výchozí oběžnou dráhu, kde se oddělil druhý stupeň nosné rakety. Pomocí raketových motorů se ATV-2 dostala na přechodovou dráhu k Mezinárodní vesmírné stanici. 24. února 2011 ve 13:09 UTC se rychlosti ATV a ISS ve vzdálenosti 3,5 km vyrovnaly a začala poslední fáze přibližování. V 15:59:03 UTC se loď ATV-2 automaticky připojila k portu modulu Zvezda.
Nákladní loď ATV-2 dopravila na stanici 7085 kg nákladu, z toho 5486 kg pohonných látek. Od ISS se odpojila 20. června 2011, do té doby sloužila jako skladovací prostor, motory ATV-2 zvyšovaly oběžnou dráhu komplexu. Před odpojením byla ATV-2 naplněna odpadem a pak řízeně zanikla v atmosféře.

### ATV-3 Edoardo Amaldi
Nepilotovaná vesmírná nákladní loď ATV-3 byla pojmenována po významném italském fyzikovi 20. století Edoardu Amaldim. Start se s pomocí evropské nosné rakety Ariane 5 uskutečnil 23. března 2012 z kosmodromu Kourou ve Francouzské Guyaně. K Mezinárodní vesmírné stanici k portu modulu Zvezda se ATV-3 připojil 28. března 2012. Na ISS dopravil zásoby paliva pro raketové motory, vody, kyslíku a přístrojové a další vybavení pro posádku. Po přesunu zásob na ISS sloužil ATV-3 zhruba půl roku jako dočasný další modul stanice. V září 2012 byl ATV naplněn odpadem a 28. září 2012 se odpojil. Po několika dnech letu zanikl v atmosféře.

### ATV-4 Albert Einstein
Nepilotovaná loď odstartovala 5. června 2013 s pomocí rakety Ariane 5, byl z ní kosmonauty z ISS vyložen náklad a místo něj vložen nepotřebný odpad. Nákladní loď byla dne 2. listopadu 2013 odeslána do horních vrstev atmosféry, kde shořela.

### ATV-5 Georges Lemaître
Nepilotovaná loď odstartovala 29. července 2014 s pomocí rakety Ariane 5, byl z ní kosmonauty z ISS vyložen náklad a místo něj vložen nepotřebný odpad. Nákladní loď byla dne 15. února 2015 odeslána do horních vrstev atmosféry, kde shořela. Jednalo se o poslední loď ATV.

## Mise ATV souhrnně

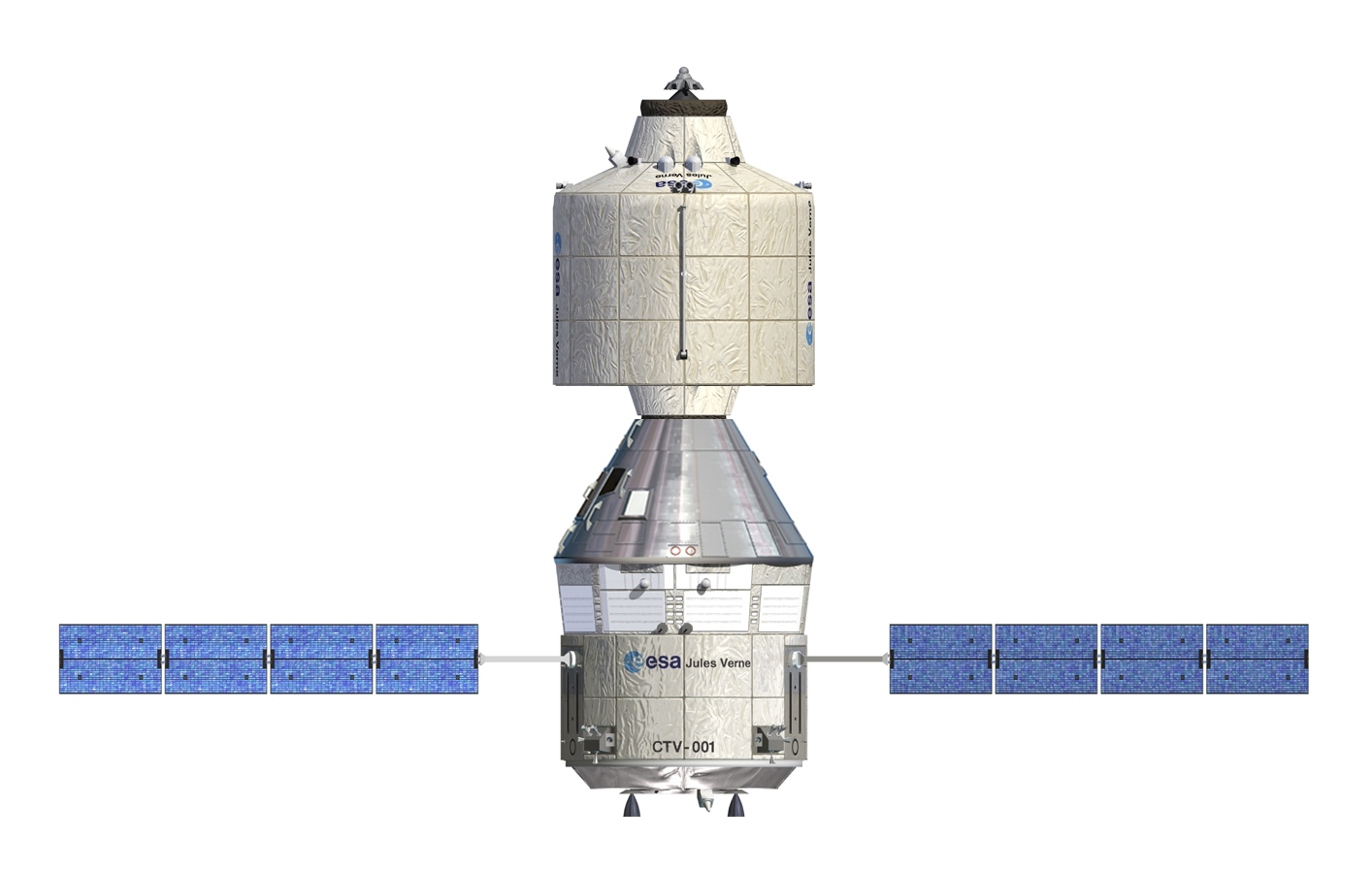
Možný budoucí CSTS design

| Mise  | Jméno lodi       | COSPAR    | Start (UTC)            | Spojení s ISS (UTC)    | Odpojení od ISS (UTC)  | Zánik v atmosféře (UTC)  |
| ----- | ---------------- | --------- | ---------------------- | ---------------------- | ---------------------- | ------------------------ |
| ATV-1 | Jules Verne      | 2008-008A | 9. března 2008, 04:03  | 3. dubna 2008, 14:45   | 5. září 2008, 21:29    | 29. září 2008, 15:30     |
| ATV-2 | Johannes Kepler  | 2011-007A | 16. února 2011, 21:50  | 24. února 2011, 15:59  | 20. června 2011, 14:46 | 21. června 2011          |
| ATV-3 | Edoardo Amaldi   | 2012-010A | 23. března 2012, 04:34 | 28. března 2012, 22:31 | 28. září 2012          | 4. října 2012            |
| ATV-4 | Albert Einstein  | 2013-027A | 5. června 2013         | 15. června 2013        | 28. října 2013, 9:55   | 2. listopadu 2013, 13:04 |
| ATV-5 | Georges Lemaître | 2014-044A | 29. července 2014      | 12. srpna 2014         | 14. února 2015         | 15. února 2015           |